# Scheibsta & die Buben
Scheibsta & die Buben sind eine österreichische Band aus Salzburg. Das Sextett rund um den Rapper Philipp Scheiblbrandner alias Scheibsta spielt Hip-Hop mit deutschen Texten und mischt diesen mit verschiedenen anderen Musikstilen.

## Bandgeschichte
Philipp „Scheibsta“ Scheiblbrandner (* 15. September 1986 in Salzburg) begann im Jahr 2002 zu rappen. 2006 brachte er gemeinsam mit Static beim Independent-Label Goalgetter Records sein Debütalbum Die Reime des jungen Gärtners heraus. 2011 kollaborierte er mit dem Musikproduzenten Dyzma und veröffentlichte bei Duzz Down San Records die EP peoplEP.
Im November 2014 fand er sich erstmals mit den fünf Musikern David Binderberger (Gitarre), Lukas Pamminger (Bass), Philipp Bernsteiner (Keyboard), Klaus Brennsteiner (Schlagzeug) und Johann Öttl (Trompete) im Proberaum ein. Als Scheibsta & die Buben veröffentlichte das Sextett im November 2015 bei Duzz Down San sein Debütalbum Bist du noch wach? Die Single Gerda verschaffte der Band erstmals Airplay im Radiosender FM4. In den kommenden Jahren traten Scheibsta & die Buben auf zahlreichen Musikfestivals auf und veröffentlichten vier weitere Alben, darunter eine Vertonung von Wilhelm Buschs Max & Moritz (2016) sowie Bubenhits ‘16 (2016) mit der Single Schlecht drauf.
Im Zuge der COVID-19-Pandemie war Scheibsta ab März 2020 einmal wöchentlich mit einer spontanen Rap-Einlage zu einem aktuellen Thema (Daily Rap Up) im Morgenprogramm von FM4 zu hören. Ebenfalls solo brachte er einen der auf diese Weise entstandenen Songs als Single heraus. Es is eh scho wurscht erschien im November 2020 und enthält ein Sample eines Kommentars von Lukas Resetarits zur Kulturpolitik während der Coronakrise.

## Stil
Philipp Scheiblbrandner alias Scheibsta beschreibt sich auf seiner Website selbst als „Geschichtenerzählererfinder + Reimejongleur“. Das Projekt Scheibsta & die Buben entstand aus einer Idee Scheiblbranders heraus, Rap mit Live-Instrumenten zu verbinden. Bei Konzerten sowie bei der Entstehung neuer Musikstücke und Texte spielt Improvisation eine wesentliche Rolle: „Wir gehen einfach mit einer kompletten Leere im Schädel in die Sessions rein und basteln aus dem Moment heraus mit den Feelings, die da sind, etwas Neues.“ Während die Buben sich musikalisch oft am Jazz orientieren und etwa mit der Taktart experimentieren, befassen sich Scheibstas Texte unter anderem mit persönlichen Erfahrungen und Politik. Ein häufiges Motiv der bisweilen melancholischen Musik ist Einsamkeit.
Sag, warum bist du so schlecht drauf?

Glaubst du, das Leben ist ein Testlauf?

Schütte doch einfach mal dein Herz aus

Aber bitte nicht schon wieder dein Bier!

– Schlecht drauf (2017)

## Diskografie
Studioalben
- 2006: Die Reime des jungen Gärtners (Scheibsta & Static)
- 2015: Bist du noch wach?
- 2016: Max & Moritz
- 2016: Bubenhits ‘16
- 2017: Neues
- 2019: Nächstes Kapitel

Singles und EPs
- 2011: peoplEP (Scheibsta & Dyzma)
- 2015: Gerda
- 2016: Proberaumsession EP
- 2016: 20/30
- 2017: Schlecht drauf
- 2017: Scheiss Egal
- 2019: Ditox
- 2020: Es is eh scho wurscht (Scheibsta feat. Lukas Resetarits)